# Sânmihaiu Almașului, Sălaj
Sânmihaiu Almașului, cunoscut și ca Sânmihaiu Deșert sau Pusta-Sân-Mihaiu, (în maghiară Almásszentmihály), este satul de reședință al comunei cu același nume din județul Sălaj, Transilvania, România.

## Imagini cu bisericile din Sânmihaiu Almașului

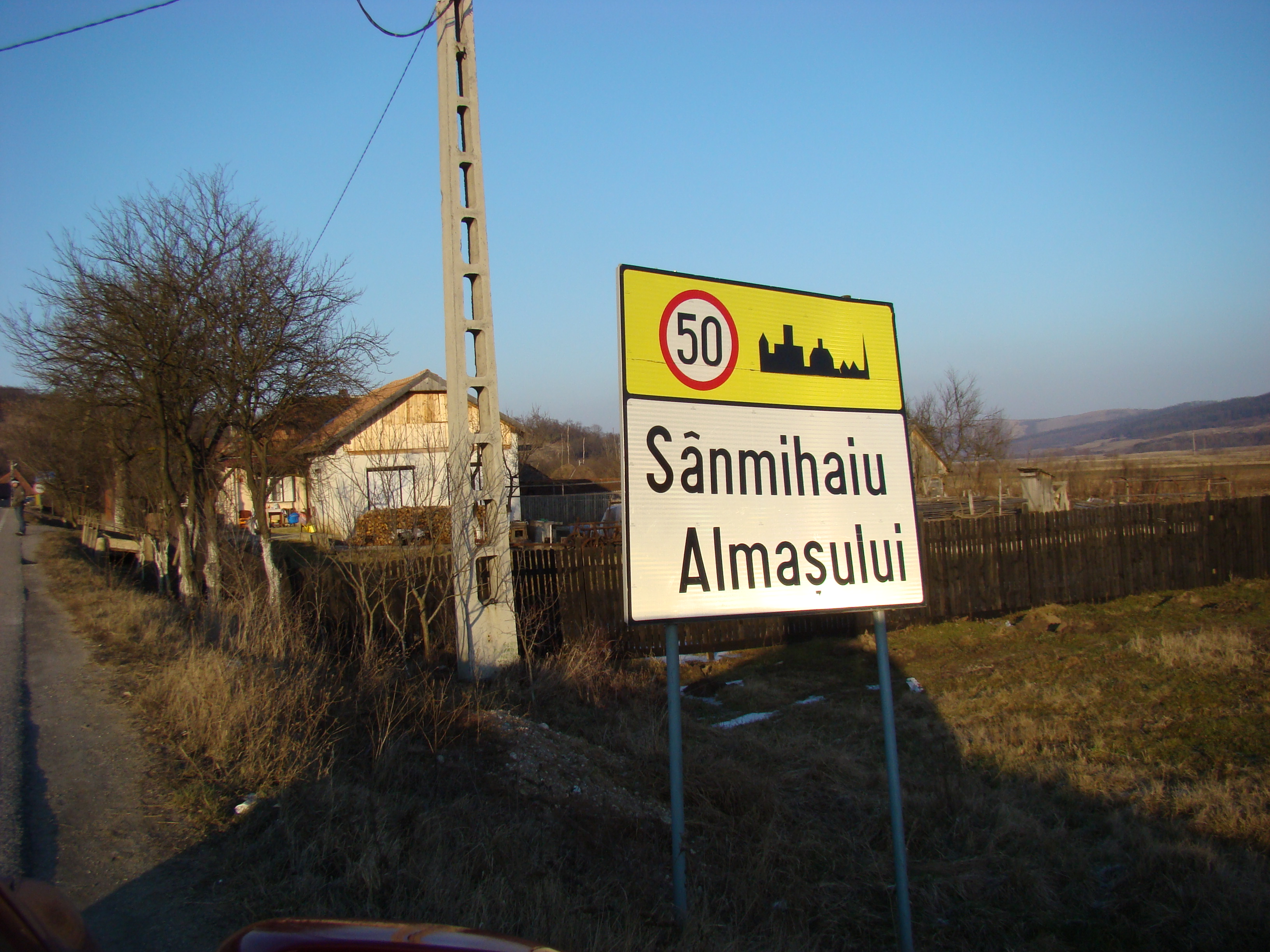
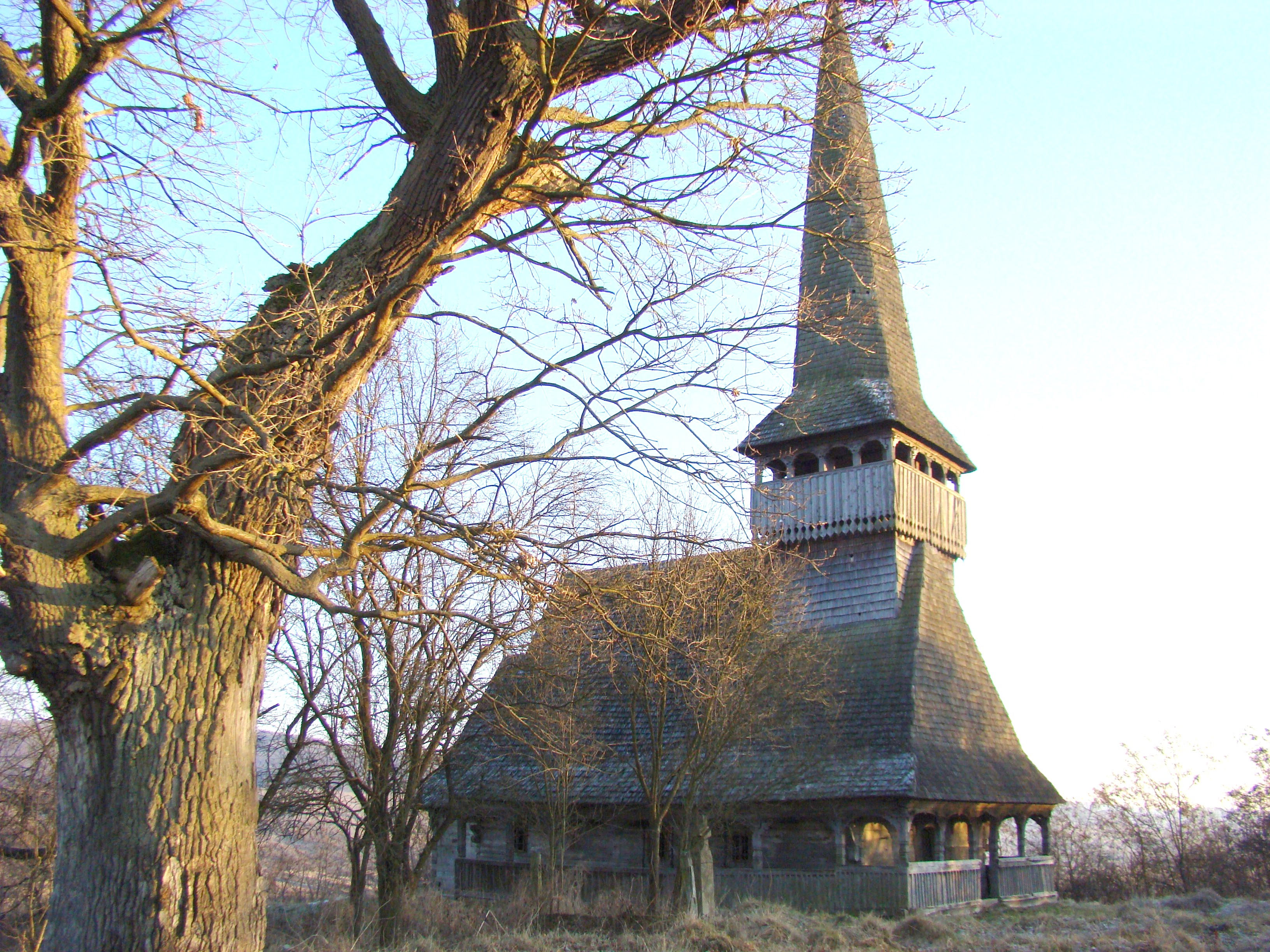
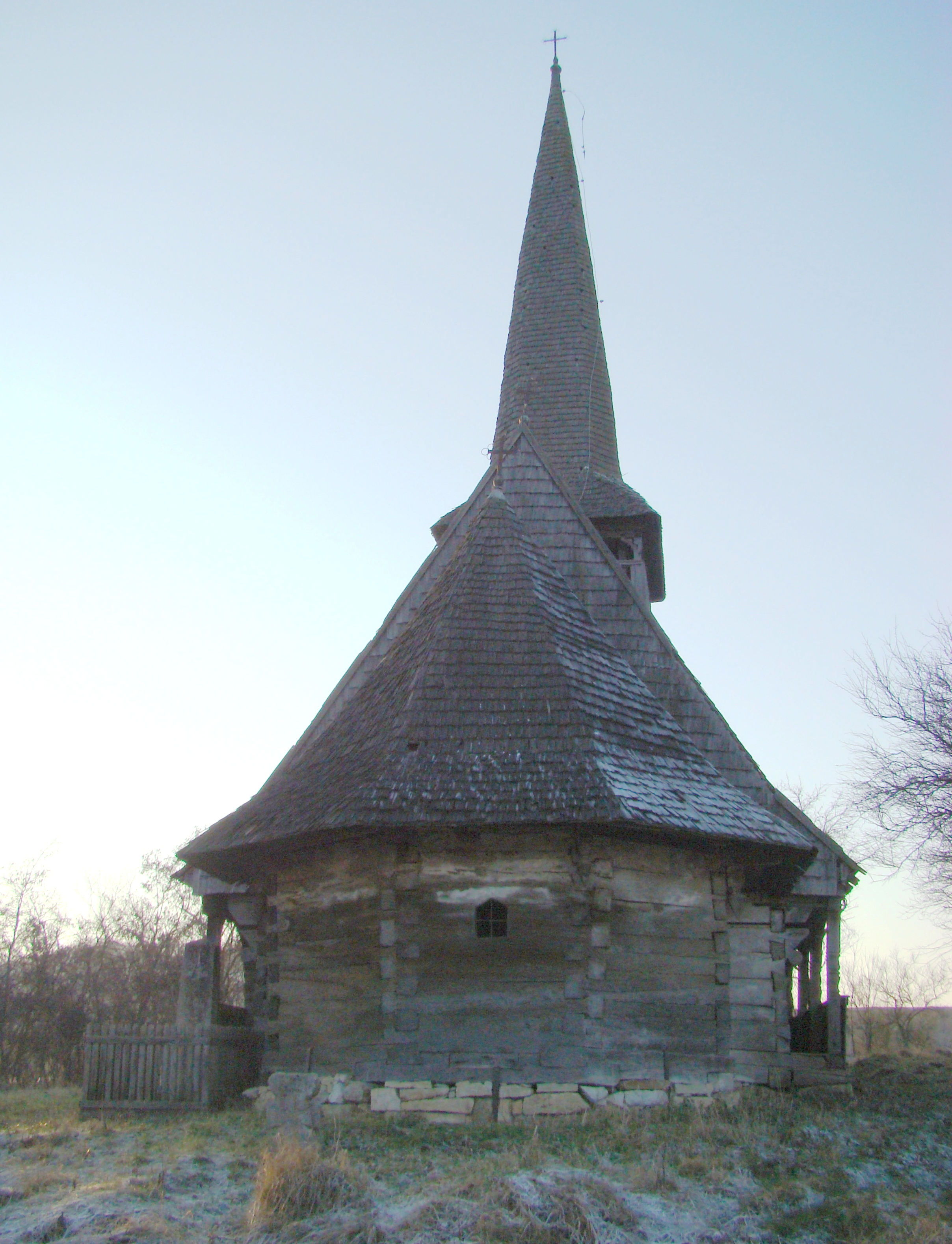
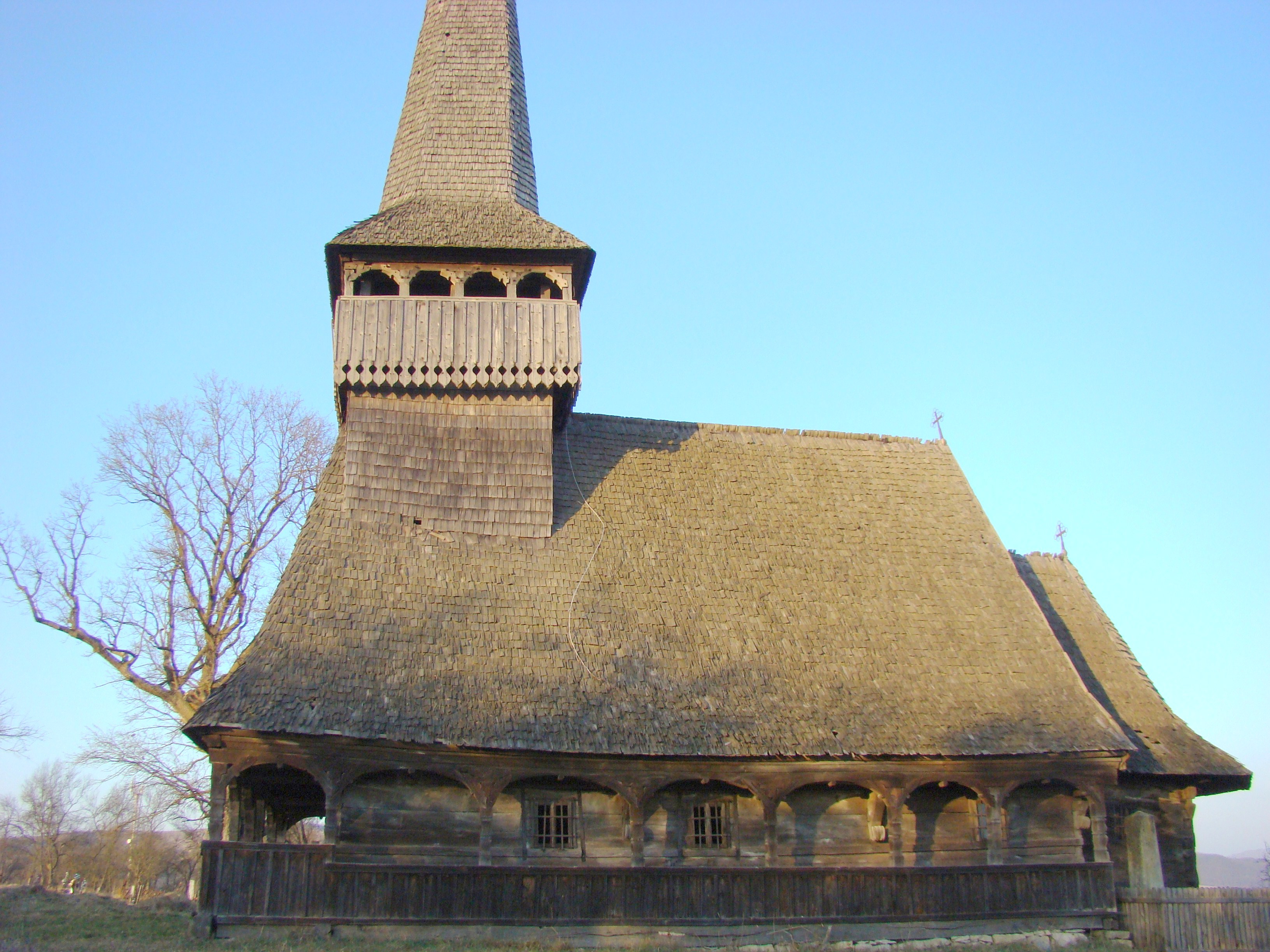
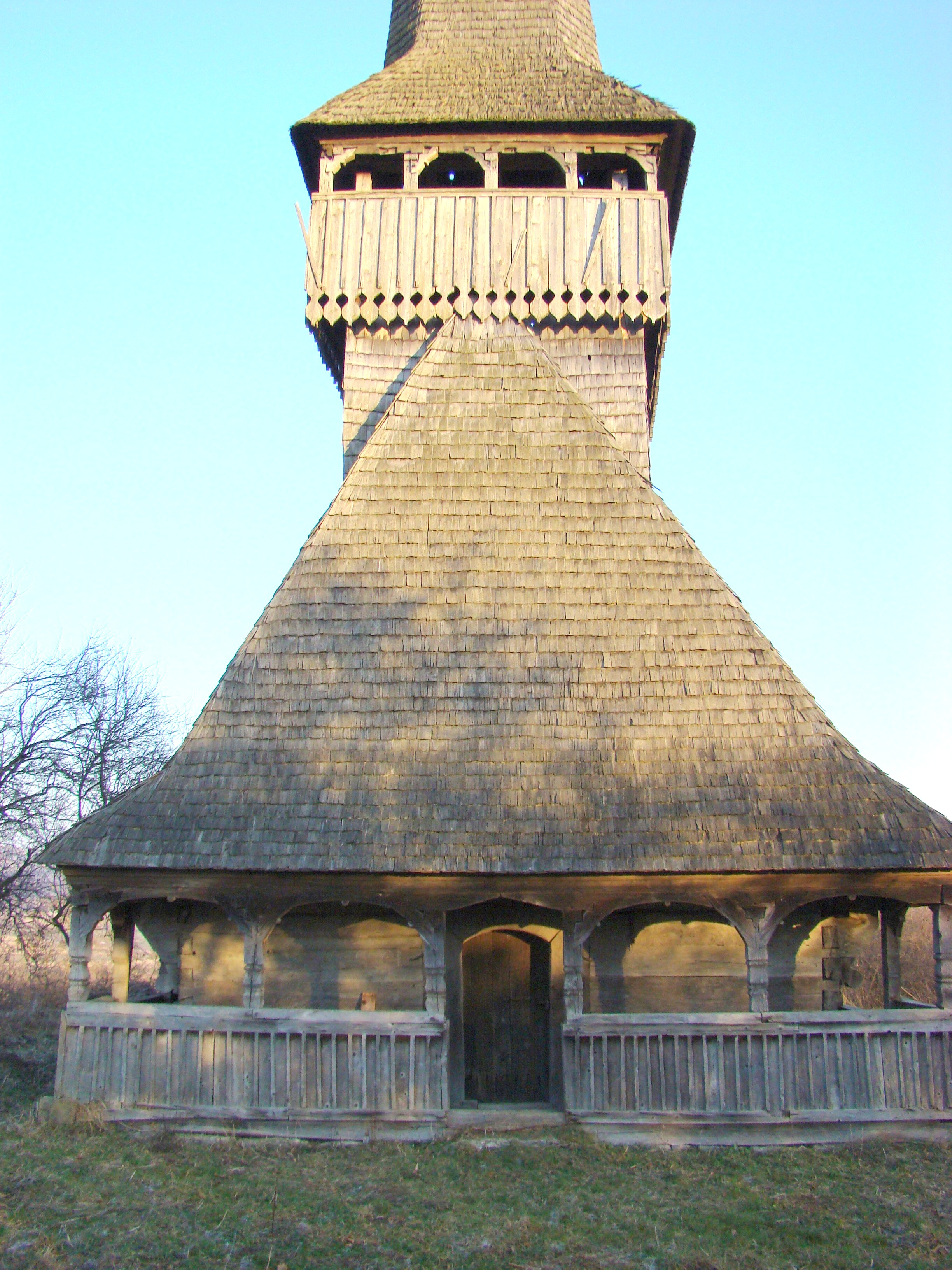
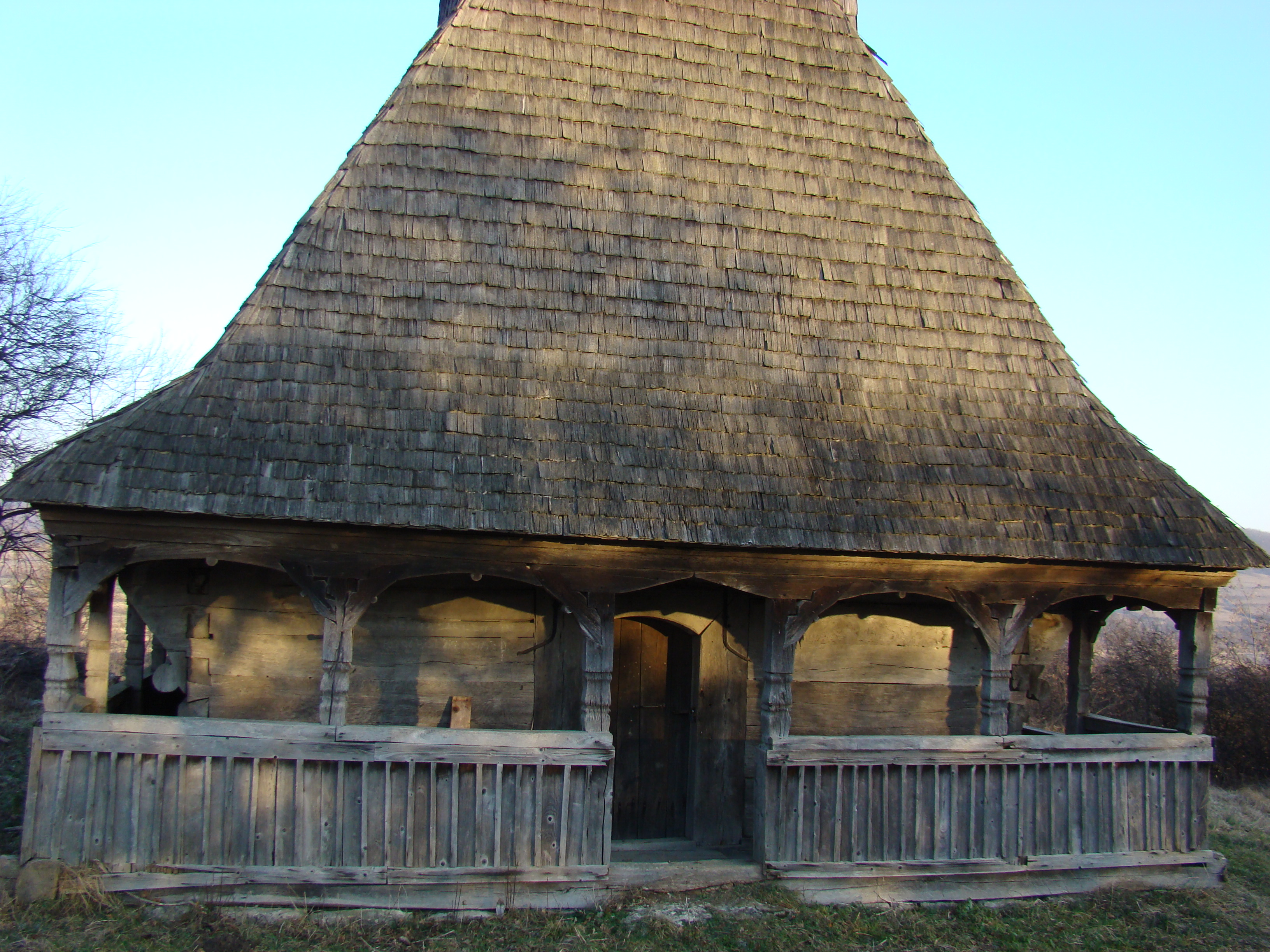
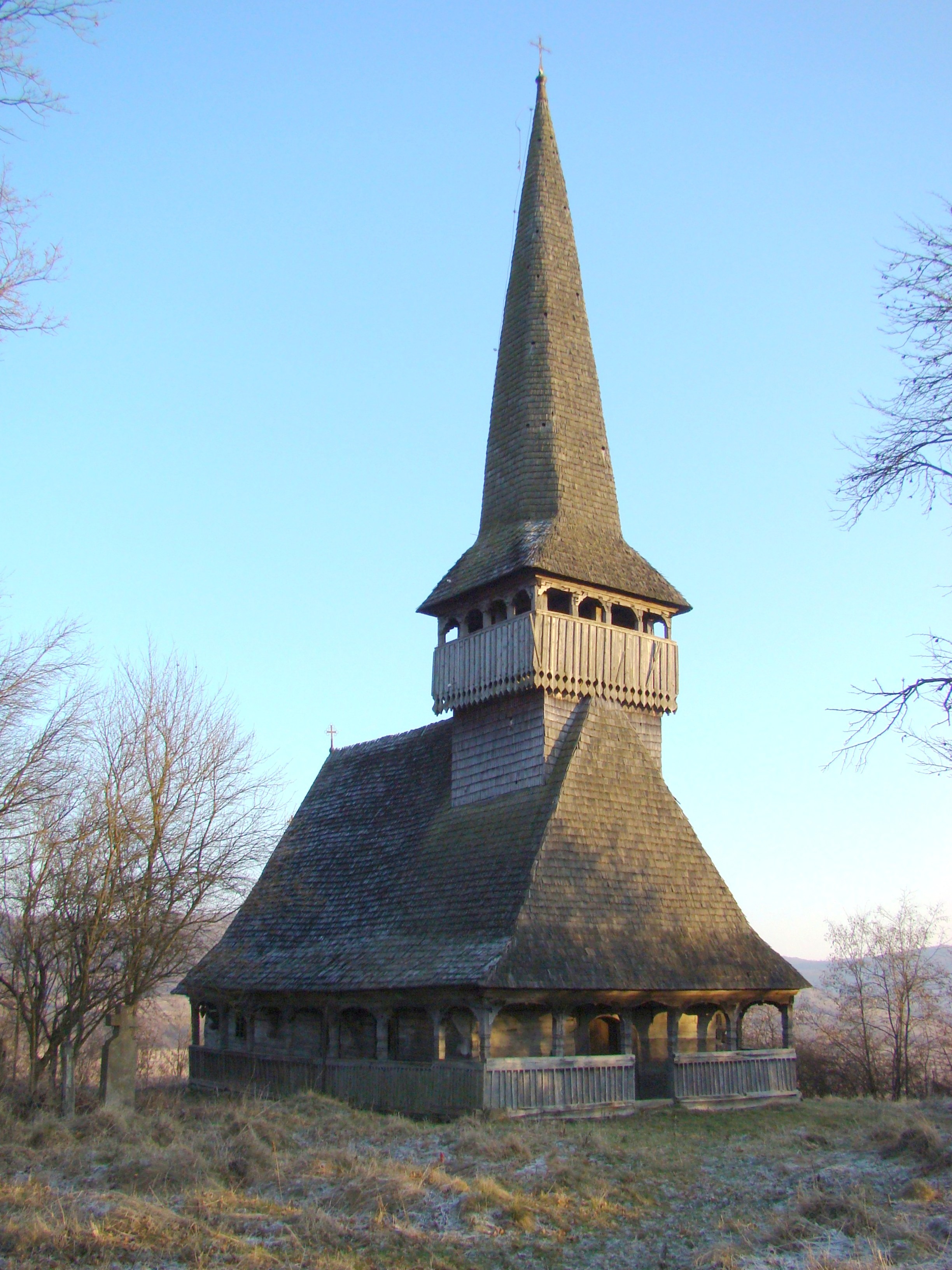
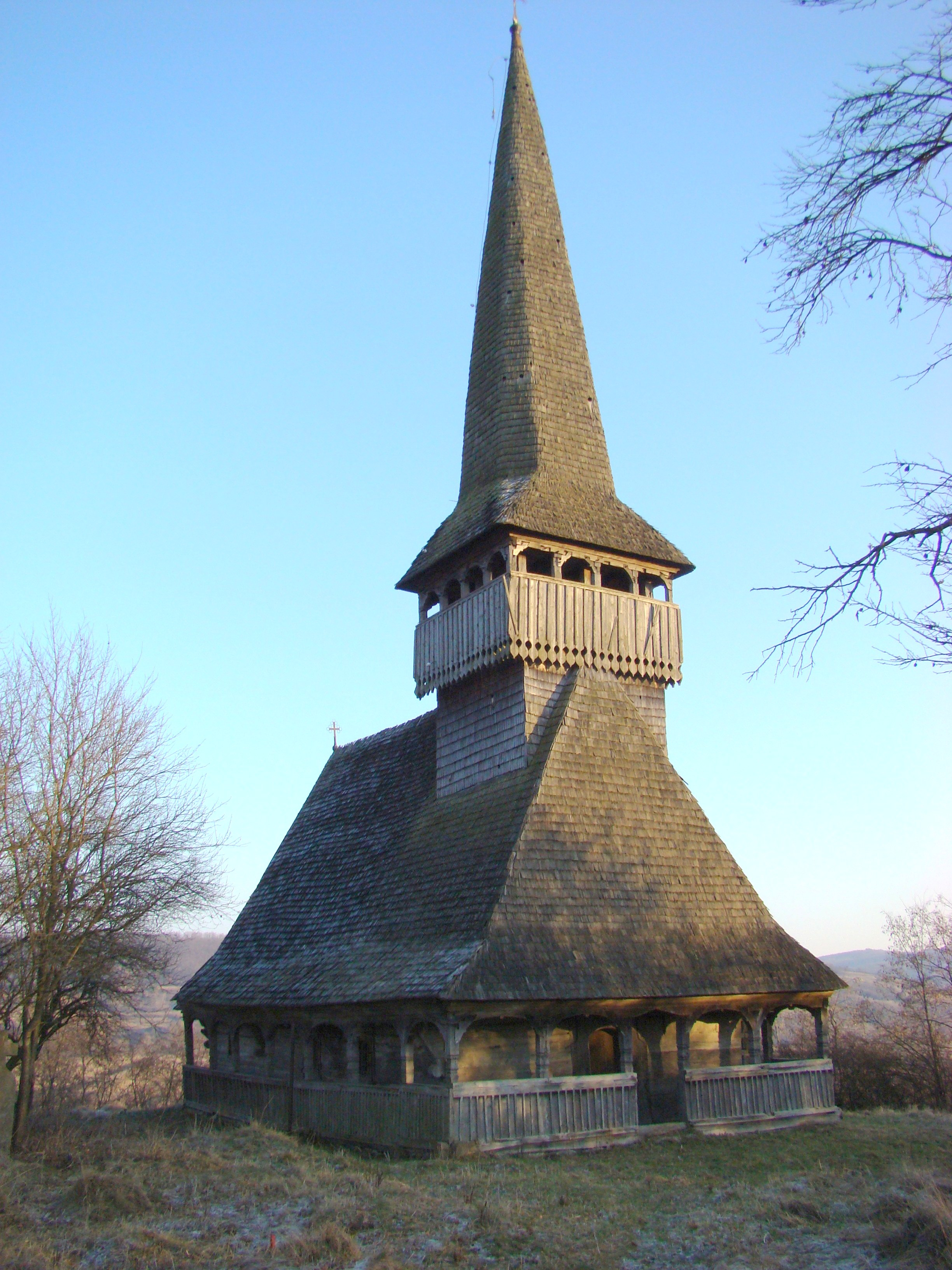
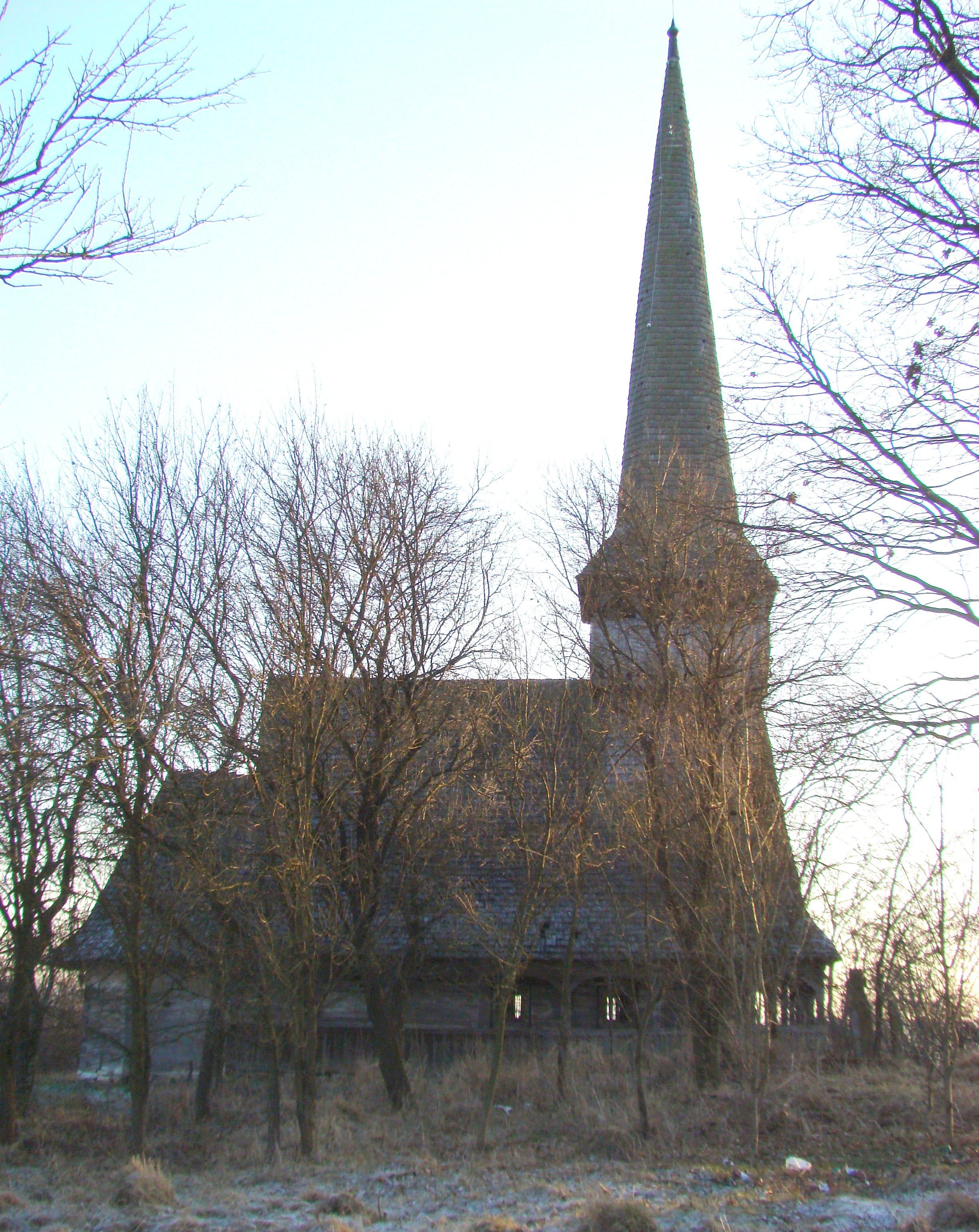
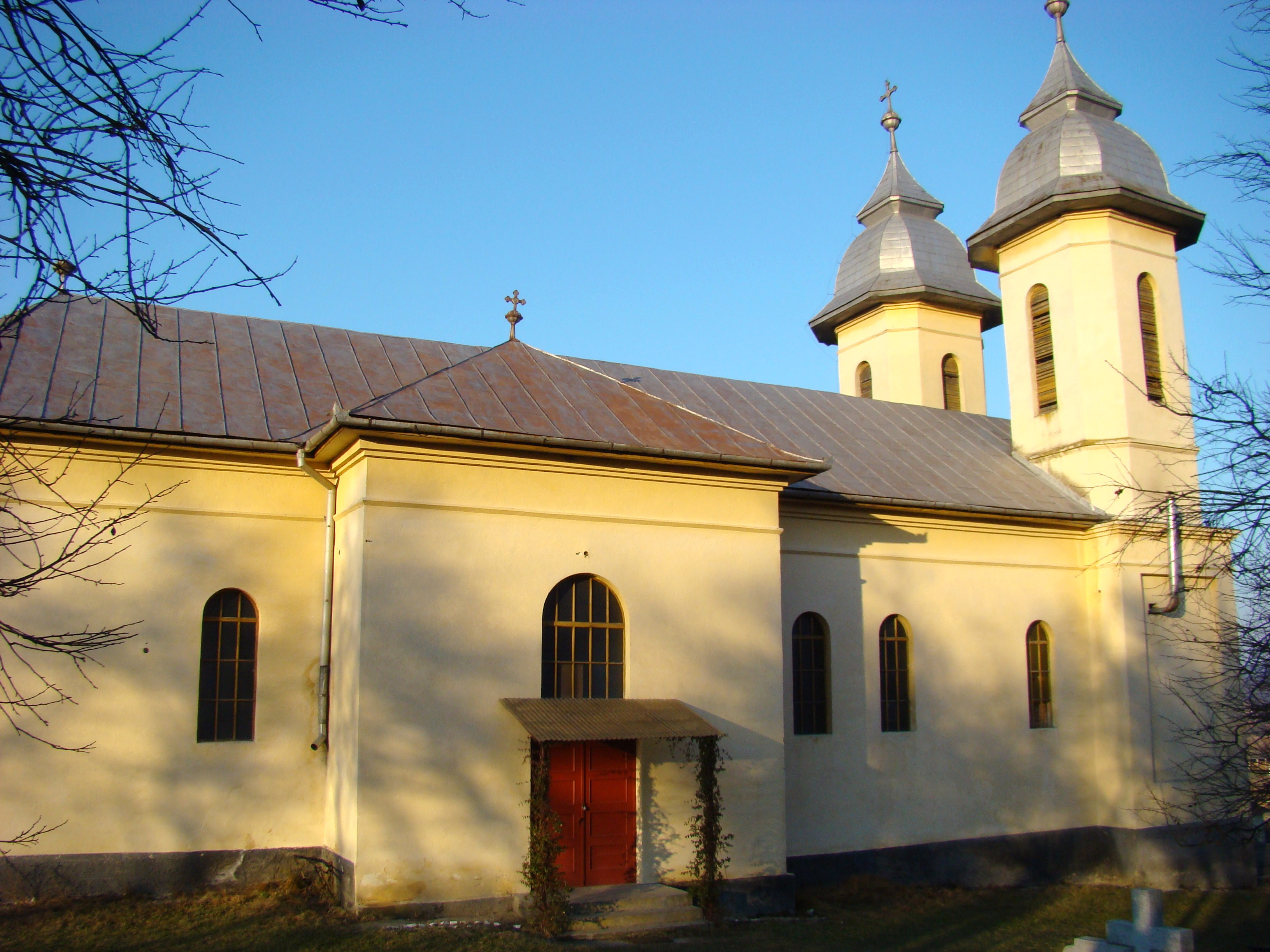
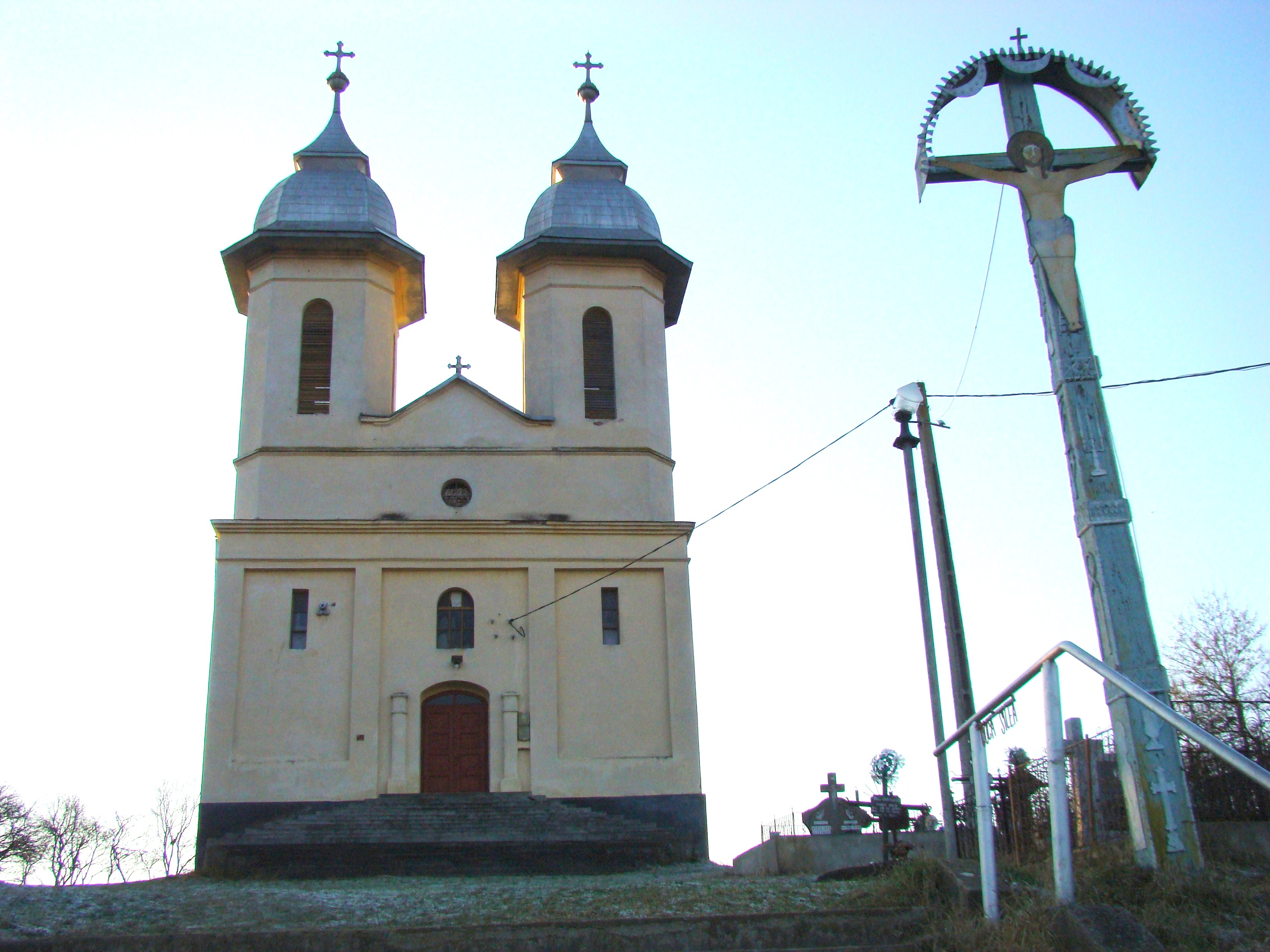
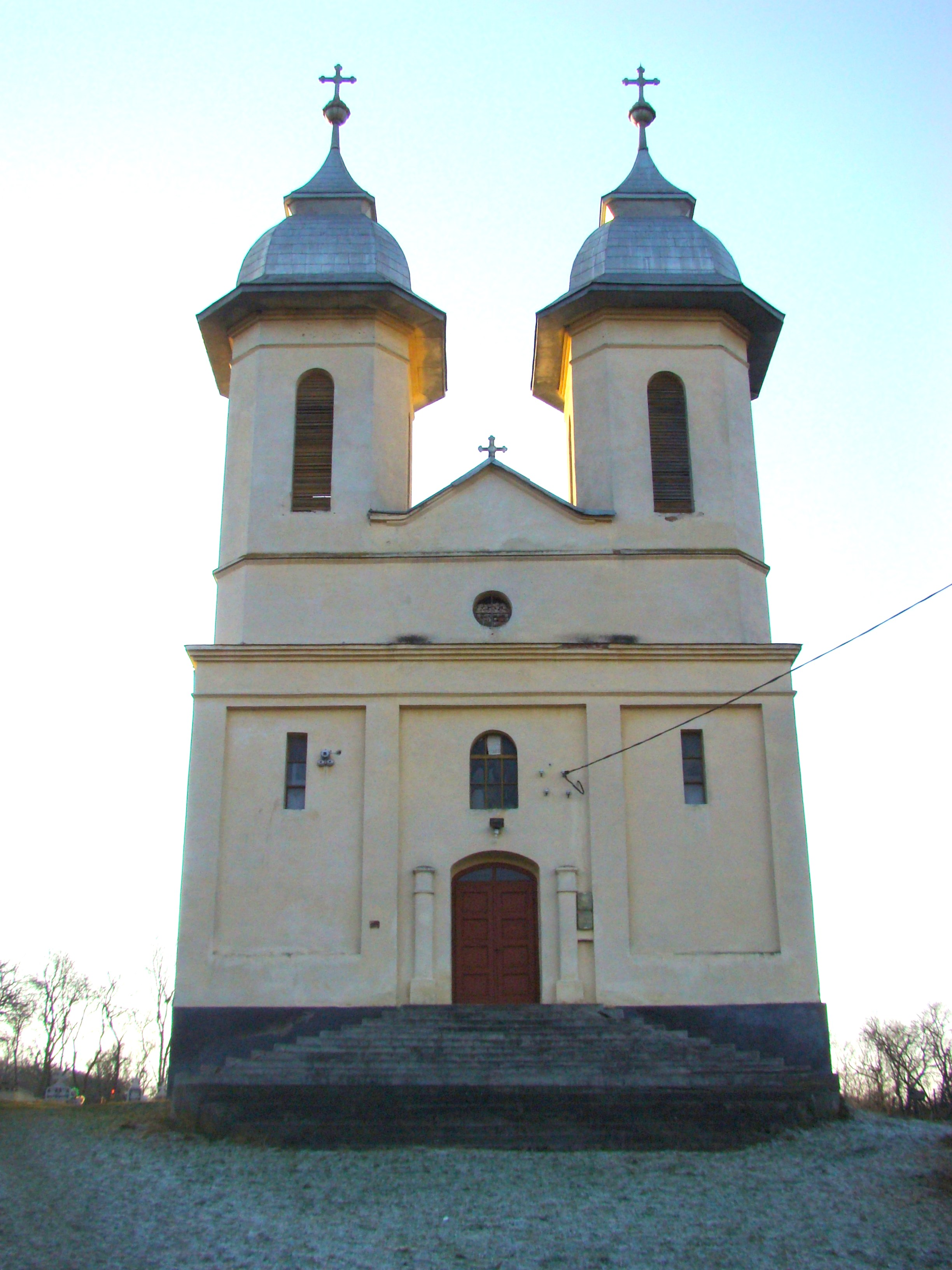

## Personalități
- Andrei Iovian (1868 - 1920), deputat în Marea Adunare Națională de la Alba Iulia 1918